# Trouble du sommeil
 Mise en garde médicale
Un trouble du sommeil (ou la somnipathie) est un trouble médical pouvant avoir des causes physiologiques, environnementales ou comportementales (lié aux habitudes du sommeil d'un individu).
En 2015, environ un adulte américain sur trois déclarait un trouble de sommeil.
Certains troubles du sommeil sont suffisamment sérieux pour interférer au fonctionnement physique, mental et émotionnel.
Un test communément utilisé pour quantifier les troubles du sommeil est la polysomnographie.
Les troubles du sommeil sont distingués en 3 catégories distinctes : les hypersomnies, les insomnies et les parasomnies.Les troubles psychotiques rentrent eux aussi dans les troubles du sommeil, mais partent principalement d’une affectation du fonctionnement du cerveau. C’est donc cette modification du fonctionnement du cerveau qui engendre des problèmes de sommeil. En comparatif, les trois autres catégories ci-dessus sont des problèmes exclusivement reliés au sommeil.
Les hypersomnies sont caractérisées par de la somnolence durant la journée ou d’un sommeil prolongé. Les insomnies engendrent des difficultés à s’endormir, des réveils précoces et comme les hypersomnies, un sommeil trop prolongé. Les parasomnies impliquent des mouvements, des comportements et des perceptions anormales durant le sommeil (hallucinations). Ces troubles peuvent survenir à tous les stades du sommeil.
La liste ci-dessous regroupent les troubles du sommeil les plus fréquents et les plus populaires dans les trois catégories confondues.

## Différents types
On distingue :
- l'insomnie primaire - difficulté chronique à s'endormir et/ou à maintenir un sommeil bien qu'aucune autre cause symptomatique peut être perçue (plus fréquent chez la personne âgée ou chez la personne autiste) ;
- le bruxisme, grincement ou claquement involontaire des dents durant le sommeil ;
- le syndrome de retard de phase du sommeil, incapacité à s'endormir ou à se réveiller durant des heures socialement acceptables mais ne causant aucun problème dans la maintenance du sommeil, un trouble du rythme circadien (symptôme similaire - syndrome hypernycthéméral) ;
- l'hypopnée, anormalité respiratoire ou cardiaque durant le sommeil ;
- la narcolepsie, sommeil soudain souvent spontané à toute heure du jour ;
- la cataplexie, soudaine faiblesse des muscles moteurs pouvant résulter à une chute sur le sol ;
- la terreur nocturne, pavor nocturnus, trouble nocturne caractérisée par une forte peur et anxiété ;
- le somnambulisme, activité engagée physiquement et inconsciemment durant le sommeil ;
- l'agrypagnosie, perte totale du souvenir d'avoir dormi, elle se voit généralement dans la dépression ; elle est à rapprocher de l'hypnagnosie[5],[6],[7] ;
- la somniphobie (en), peur de dormir ;
- l'orthosomnie, recherche obsessionnelle du sommeil parfait ;
- les apnées du sommeil ;
- le trouble comportemental en sommeil paradoxal, quand le rêveur mime ses rêves.

## L'étude du sommeil
La médecine du sommeil a commencée à être étudiée il y a une cinquantaine d’années, au début des années 60. La première découverte est que le sommeil est une succession de phases différentes qui alternent selon le progrès fait dans la nuit. Au début, ils avaient conscience que du sommeil paradoxal et le sommeil lent, mais ils ont fini par trouver qu’on peut les séparer en trois catégories : le sommeil lent léger, le sommeil lent profond et le sommeil paradoxal. Les troubles du sommeil peuvent se produire dans l’une ou l’autre des phases de sommeil.

### Description des différentes phases de sommeil

#### Sommeil lent léger (stades 1 et 2)
Lors de cette phase, tout le corps se détend. La respiration se ralentit, les muscles se décontractent, la température du corps descend et le rythme cardiaque diminue. Il est facile de réveiller quelqu’un qui est dans la phase de sommeil léger. Correspond à environ 50% de la nuit de sommeil chez un adulte.

#### Sommeil lent profond (stades 3 et 4)
Lors de cette phase, le corps se détend encore plus que dans le sommeil lent léger. La récupération musculaire se produit dans cette phase. Correspond à environ 20 à 25% de la nuit de sommeil chez un adulte.

#### Sommeil paradoxal
Lors de cette phase, notre corps est presque entièrement paralysé. Il y a une augmentation du rythme cardiaque, de la respiration, de la pression artérielle et de la température. C’est dans cette phase de sommeil que le dormeur va rêver.

## Origine
Les dysfonctionnements du sommeil peuvent être causés par une variété de problèmes, des grincements de dents (bruxisme) aux terreurs nocturnes.
Lorsqu'un individu souffre de difficultés à s'endormir sans cause apparente, il s'agit alors d'insomnie.
Certains troubles du sommeil peuvent paradoxalement conduire l'individu à dormir énormément (hypersomnie).
D'autres ou les mêmes peuvent être liés à un abus de certaines substances.
Le comportement individuel et collectif peut aussi avoir une incidence sur le sommeil, ce que montre notamment une étude publiée par la revue Journal of Clinical Sleep Medicine qui met en évidence l'impact d'une alimentation riches en fibres et graisses saturées avant l'heure du coucher sur l'endormissement.

## Conséquences
Un sommeil suffisant et réparateur est nécessaire au bien-être humain.
Au niveau physiologique et métabolique, le manque de sommeil peut :
- diminuer (dans l'hippocampe) la consolidation neuronale des nouvelles connaissances[10] ;
- affecter la réparation des muscles squelettiques[11] ;
- perturber l'élimination des déchets métaboliques du cerveau[12] et par suite affecter le fonctionnement cérébral ;
- affaiblir le système immunitaire[13] ;
- dysréguler le métabolisme[14] ;
- accroître le risque inflammatoire systémique[15], ce qui accroît le risque de maladie cardiovasculaire[16] ;
- accroître le risque de diabète[17] ;
- accroître le risque ainsi que d'obésité[18].

Au niveau neuropsychiatrique, s'il est aigu ou chronique le manque de sommeil conduit à des troubles de l'humeur voire à la dépression et au suicide. Il diminue aussi la performance cognitive et la mémoire, l'attention et la vitesse de traitement de l'information.

## Sommeil et température ambiante
Un froid excessif ou une chaleur excessive sont deux facteurs susceptibles d'affecter la qualité du sommeil.
En effet, le cycle naturel du sommeil correspond à une cascade d'évènements hormonaux et métaboliques fortement liée au cycle nycthéméral et aux rythmes circadiens, qui agissent aussi sur la thermorégulation du corps, laquelle intervient lors de la phase d'endormissement (et permet aussi de rester profondément endormi plusieurs heures).
Avant de plonger dans le sommeil, sous l'effet de la mélatonine notamment, l'organisme dilate les vaisseaux sanguins qui irriguent la peau. Ceci induit un réchauffement des mains et des pieds, puis une perte plus générale de calories se traduisant par une légère diminution de la température du corps entier (« le rapport de la température distale à la peau proximale est un bon prédicteur du moment de début du sommeil ». Le corps reste ensuite légèrement plus frais toute la nuit, avant que sa température ne remonte peu avant le réveil.
Une canicule, une nuit chaude ou le chauffage excessif d'une chambre, en contrecarrant la thermorégulation circadienne naturelle peuvent nuire à la qualité du sommeil,, surtout si la chaleur empêche l'évacuation de l'excès de chaleur du corps et que le sommeil pauvre est associé à une température corporelle élevée.
D'ici 2050 en raison du dérèglement climatique, le nombre de mauvaises nuits de repos pourrait presque doubler par rapport à 2017,.
Plusieurs études avaient déjà établi un lien entre qualité de vie et chaleur , santé et chaleur,,,,, ainsi qu'un lien entre la chaleur, certains états psychologiques et une propension au crime et à d'autres formes de violence,,,.
Une nouvelle étude (la plus grande jamais faite sur les liens entre sommeil et température ambiante) est basée sur les réponses de 765 000 personnes questionnées de 2002 à 2011 sur combien de fois elles ont connu « un repos ou un sommeil insuffisant durant les 30 derniers jours ». En croisant ces réponses avec la date et les données météorologiques de la ville les auteurs ont montré qu'une augmentation des températures nocturnes de 1 °C au-dessus de la moyenne mensuelle induit en moyenne trois nuits supplémentaires de sommeil insuffisant.
Un modèle suggère que la température moyenne de chaque nuit devrait augmenter au moins de 1 °C d'ici 2050 en Amérique du nord, ce qui causerait environ 110 millions de nuits supplémentaires de mauvais de sommeil par an. L’étude montre aussi que les répondants les moins riches (moins de 50 000 $/an de revenu) sont environ trois fois plus susceptibles de subir un sommeil médiocre que les personnes les plus aisées (qui vivent dans des maisons mieux isolées ou équipées de climatisation). Les plus de 65 ans sont en outre deux fois plus vulnérables à ce phénomène que les plus jeunes.
Malgré les limites de l’étude, soulignées par les auteurs qui n’avait pas accès à la courbe complète de température nocturne de la ville ou du lieu d’habitation et n’ont par ailleurs pas pu précisément quantifier la perte de sommeil en qualité ou en nombre d’heures) les enjeux sanitaires, économiques et environnementaux de cette question sont importants.

## Traitements
Les traitements pour aider à la guérison des troubles du sommeil. Il faut en savoir la ou les causes pour pouvoir l’identifier. Si celle-ci est causée par une maladie, il faut en premier la soigner pour ensuite pouvoir guérir le trouble du sommeil. Si le trouble est causé par soit l’anxiété, le stress ou la dépression des antidépresseurs ou même des anxiolytiques peuvent être prescrits par un professionnel de la santé. Les somnifères peuvent aussi aider pour les troubles du sommeil et doivent ils doivent être sous-prescription.
Le CÉAMS a mis sur pied une clinique pour le traitement de l’insomnie psychophysiologique par la thérapie cognitivo-comportementale. Pour le syndrome des jambes sans repos (SJRS), aussi appeler maladie de Willis-Ekbom, le traitement choix est le pramipexole. Ils ont mis sur place un plan thérapeutique pour le somnambulisme par l’utilisation de l’hypnose.
La psychiatrie a contribué à la découverte de la plupart des traitements pharmacologiques des troubles du sommeil.

## Hypnologie

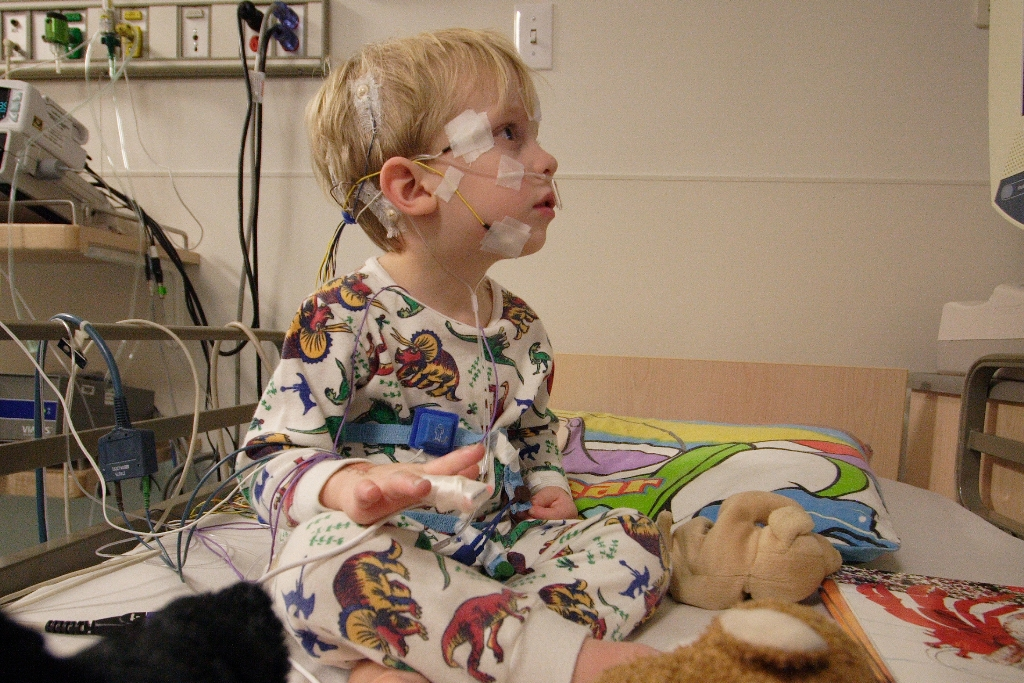
Polysomnographie.

À la suite de l'évolution du savoir concernant le sommeil au XXe siècle, incluant la découverte de l'hypnologie et de l'apnée du sommeil, l'importance médicale du sommeil est reconnue. La communauté clinique s'intéresse de plus près aux troubles du sommeil, tels que l'apnée du sommeil, et du rôle ainsi que de la qualité du sommeil lors de différentes conditions. Durant les années 1970 aux États-Unis, les cliniques et laboratoires se dévouent pour l'étude du sommeil accompagné de ses troubles.
L'impact des troubles du sommeil, sur la vie des individus, peut être très important : une étude, en 2014, établit qu'un sommeil ressenti comme étant de mauvaise qualité est associé à une augmentation du risque de suicide chez la personne âgée (âge moyen dans l'étude, 74,9 ans plus ou moins 5,6 ans).
La médecine du sommeil est maintenant adaptée dans la médecine interne, la médecine familiale, la pédiatrie, l'otolaryngologie, la psychiatrie et la neurologie. Depuis le milieu des années 2010, des travaux de mise au point sont en cours sur des bandeaux connectés, à usage domestique, tels que le bandeau Dreem, pour suivre et améliorer la qualité du sommeil,.

## Comment éviter les troubles du sommeil
Pour avoir un bon sommeil, il est recommandé d’éviter plusieurs boissons et nourritures avant le coucher.
-         Toute excitants sont à éviter (toutes boissons contenant de la caféine, la nourriture trop grasse ou trop salée…)
-         Ne pas pratiquer de sport passé 19 h
-         Privilégier les activités relaxantes (yoga, relaxation, lecture, musique relaxante…)
-         Avoir un travail de jour

## Dans la fiction
Le thème des troubles du sommeil et en particulier de l'insomnie, généralement concomitant à celui des hallucinations, est la pierre angulaire de nombreuses productions cinématographiques. Notamment :
- dans le film The Machinist réalisé par Brad Anderson et sorti en 2004, Christian Bale incarne un ouvrier atteint d'insomnie, ce qui cause chez lui des hallucinations ;
- dans le film Fight Club sorti en 1999 et réalisé par David Fincher (adaptation du roman éponyme de Chuck Palahniuk), Edward Norton joue le rôle d'un employé de bureau anhédonique et insomniaque qui subit des hallucinations dans lesquelles il croit interagir avec un certain Tyler Durden incarné par Brad Pitt, la version fantasmée de lui-même ;
- dans le blockbuster Taxi Driver diffusé dans les salles de cinéma à partir de 1976 et réalisé par Martin Scorsese, Robert De Niro incarne un chauffeur de taxi New-yorkais solitaire et insomniaque qui travaille de nuit. Il est confronté aux vices de la cité du New jersey chaque fois que Nyx jette son dévolu sur les nus de Big Apple ;
- dans la comédie dramatique Tully réalisée par Jason Reitman et sortie en 2018, Charlize Theron incarne le rôle de Marlo, une mère de famille surmenée qui, harassée, commence à avoir des hallucinations qui lui donnent l'illusion qu'une baby-sitter zélée nommée Tully la soulagera du fardeau qu'est pour elle la cumulation des responsabilités salariales et maternelles sous laquelle sa santé mentale ploie peu à peu.